# Yves Rousseau
Pour les articles homonymes, voir Rousseau.
Yves Rousseau, né le 3 juillet 1944 à Cheffes en Maine-et-Loire et mort le 16 décembre 2020 à Angers, est un inventeur et concepteur en aéronautique légère français. Il est crédité de plusieurs records du monde en avions ultra-légers et a reçu une reconnaissance internationale par la FAI pour ses treize années de travail sur aéronef de type ornithoptère.

## Biographie
Yves Rousseau a tenté son premier vol battu musculaire en 1995 sur ornithoptère, un aéronef dont la sustentation est assurée par des battements d'ailes suivant le principe du vol des oiseaux.
En 2005, Yves Rousseau a reçu le Diplôme Paul Tissandier, délivré à ceux qui ont servi la cause de l'aviation en général et de l'aviation sportive en particulier, par leur travail, d'initiative, de dévouement ou d'autres moyens.
Après avoir fait osciller les ailes d'un deltaplane, Yves a monté son mécanisme breveté de battement sur un Vector (avion ultra-léger) baptisé Pulcynamic 2.
Le 20 avril 2006, à sa 212e tentative, le Pulcynamic 2 a réussi à voler sur une distance de 64 mètres, observé par des officiels[réf. nécessaire] de l'Aéro-Club de France,. 
Lors de la 213e tentative de vol, sur un malentendu, un remorquage trop rapide a conduit à une rupture de l'aile, ce qui a gravement blessé le pilote et l'a rendu paraplégique,. 
Yves Rousseau a breveté plusieurs avions ultra-légers, y compris les ultra-légers à roues Pulcim 220, le Pulcim 521 et un deltaplane motorisé appelé Relax 220.

## Records du monde FAI en «Micro-Légers»
| Lieu   | Date            | Aéronef               | Classe | Record                                         | Valeurs                        |
| ------ | --------------- | --------------------- | ------ | ---------------------------------------------- | ------------------------------ |
| France | 16 juillet 1989 | Tecma - Colt Ascender | RWL1   | Distance en circuit fermé et carburant limité  | 213 km (132 mi)                |
| France | 22 octobre 1989 | Tecma - Colt Ascender | RWL1   | Distance en ligne droite avec carburant limité | 397 km (247 mi)                |
| France | 18 juillet 1992 | Medium Ropulcim       | RWF1   | Altitude                                       | 5 230 m (17,159 ft)            |
| France | 18 juillet 1992 | Medium Ropulcim       | RWF1   | Temps de montée à 3 000 m                      | 24 min (410 ft/min = 2,08 m/s) |